# Fahlhorst
Fahlhorst ist ein Straßendorf im brandenburgischen Landkreis Potsdam-Mittelmark. Es ist Teil der Gemeinde Nuthetal, welche aus einem freiwilligen Zusammenschluss von fünf bis dahin selbständigen Ortschaften entstanden ist. Im Mai 2024 hatte Fahlhorst 191 Einwohner.

## Lage

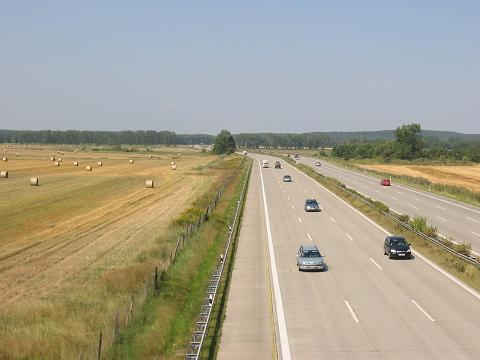
BAB 10 östlich des Dreiecks Nuthetal; Blick von der Brücke zwischen Fahlhorst und Gröben

Fahlhorst liegt im Südosten der Gemarkung und grenzt im Osten und Süden unmittelbar an das Stadtgebiet von Ludwigsfelde. Die dortigen Flächen sind Teil des Naturschutzgebietes der Nuthe-Nieplitz-Niederung mit dem nordöstlich gelegenen Siethener Elsbruch. Südlich verläuft die Bundesautobahn 10 in West-Ost-Richtung und trennt Fahlhorst seit 1979 vom Nachbardorf Gröben, welches aber über eine Brücke zu erreichen ist. Westlich fließt von Süden kommend in nördlicher Richtung die Nuthe am Dorf vorbei. Die westlich gelegenen Flächen werden dabei durch einen Seitenarm der Nuthe, den Stöcker, entwässert. Die nördlich gelegenen Flächen werden landwirtschaftlich genutzt und durch den Berliner Graben ebenfalls in die Nuthe entwässert.

## Geschichte und Etymologie

### 14. bis 17. Jahrhundert
Das Gründungsjahr Fahlhorsts ist nicht bekannt, die erste urkundliche Erwähnung im Brandenburgischen Landbuch datiert auf das Jahr 1375 als Valehorst, Valchhorst und bezeichnet einen Ort, der auf einer Erhebung im sumpfigen, fahlen Gelände angelegt wurde. Weitere Erwähnungen um 1520 Fallhorst Schulzenhof und 8 Höfe (Leibgedinge der Frau von Schlabrendorf), 1527 Fagelhorst, sowie 1670 Valenhorst. So wie das Nachbardorf Nudow, diente auch Fahlhorst der Versorgung der Burg Beuthen, damals Sitz der Familie von der Gröben. Der erste Eigentümer war Henning von der Gröben. Bereits 1416 verkauften diese das neun Hufen große Dorf an die Familie von Schlabrendorf, die es auch nach dem Dreißigjährigen Krieg behielt. Das Dorf wurde im Krieg völlig verwüstet und die Bevölkerung ausgerottet. Nur der Halbkossäte Erdmann Bannier hatte überlebt. Zuvor berichtete eine Statistik von einem mittlerweile zwölf Hufen großen Dorf, in dem sechs Hufner, 3 1⁄2 Kossäten, ein Hirte und 1 1⁄2 Paar Hausleute lebten. Bei den Kriegshandlungen wurde auch die erste überlieferte Dorfkirche von 1604 bis auf den Kirchturm zerstört, die auf eine Stiftung der Gutsherrin Hypolita von Schlabrendorff zurückging. Im Jahr 1668 errichteten die Bewohner eine neue Kirche. Nach dieser Zeit entstand ein Vorwerk, in welches alle Bauernhöfe eingingen. Es erschien erstmals im Jahr 1682 als königliches Vorwerk mit einer Größe von 17 Hufen. Dort wurde unter anderem Milchwirtschaft betrieben; Fahlhorst war zu dieser Zeit dem Amt Saarmund zugehörig.

### 18. und 19. Jahrhundert

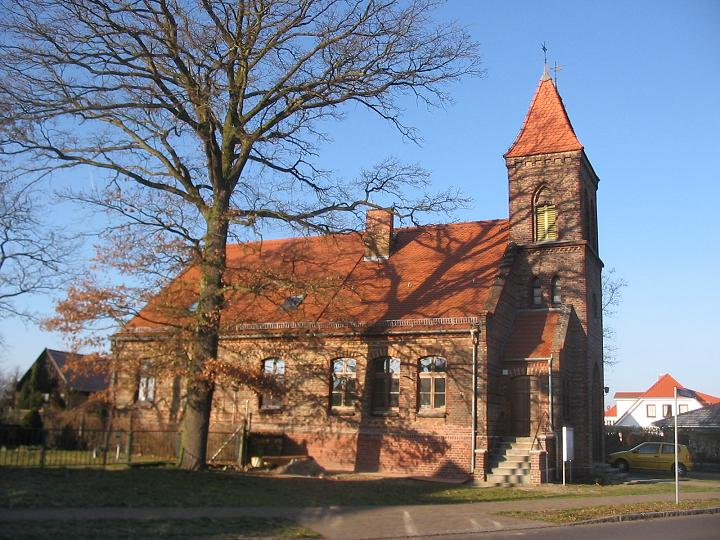
Dorfkirche Fahlhorst

Im Jahr 1711 lebten im Vorwerk der Hirte und 1 1⁄2 Paar Hausleute aus 12 Hufen, für die sie je acht Groschen (gr) an Abgaben leisten mussten; es erschien als einzelnes Vorwerk erneut im Jahr 1745 in den Akten. Um 1751 wurden, im Zuge seiner Siedlungspolitik, auf Geheiß Friedrich II. zwölf Kolonistenfamilien (wahrscheinlich Soldaten) u. a. aus Sachsen angeworben, um durch ihre Ansiedlung in Fahlhorst das Dorf wieder zu beleben. Diese erscheinen in einer Statistik im Jahr 1756 als Kolonisten neben einem ansässigen Büdner. Das Vorwerk bestand zu 228 Morgen (Mg) aus Acker, 320 Mg Wiese und 3 Mg Garten und war mit 75 Kühen und 37 Stück Güstevieh besetzt. Auf Grund der sehr guten Weideflächen kaufte 1671 Kurfürst Friedrich Wilhelm das Vorwerk (es gab 1671 kein Dorf) und wandelte es bis ins 18. Jahrhundert in eine Meierei um. Danach wurde diese Einrichtung stillgelegt und das Gebiet als normaler landwirtschaftlicher Betrieb genutzt. Dort lebte 1771 der Hirte, der für 12 Hufen nach wie vor je acht Groschen zahlen musste.
Im Jahr 1801 bestand Fahlhorst aus dem Vorwerk mit der Kolonie, in dem insgesamt 17 Wohngebäude standen. Es gab acht Büdner und drei Maurer. Die Bewohner schlugen 100 Mg Holz und betrieben 16 Feuerstellen (= Haushalte). Bis 1858 war das Dorf auf 71 Mg angewachsen: 6 Mg Gehörfte, 7 Mg Gartenland, 49 Mg Acker und 9 Mg Wiese und mit acht Hofeigentümern, einem Pächter und vier nebengewerblichen Landwirten besetzt. Es gab 13 Besitzungen unter 5 Morgen (zusammen 65 Mg), zwei Zimmergesellen, einen Maurergesellen und einen Krug. Das Gut war 1307 Mg groß und bestand aus 13 Mg Gehöften, 500 Mg Acker, 246 Mg Wiese, 535 Mg Weide und 13 Mg Wald. Dort lebten der Gutseigentümer mit 17 Knechten und Mägden sowie 18 Tagelöhnern. Im Jahr 1860 standen im Dort zwei öffentliche, 13 Wohn- und 12 Wirtschaftsgebäude; im Gut waren es fünf Wohn- und elf Wirtschaftsgebäude. In dieser Zeit war 1824 eine neue Fachwerkkirche entstanden, die jedoch baufällig geworden war. Im Jahr 1882 entstand eine neue Dorfkirche, das vierte überlieferte Bauwerk an derselben Stelle.

### 20. und 21. Jahrhundert

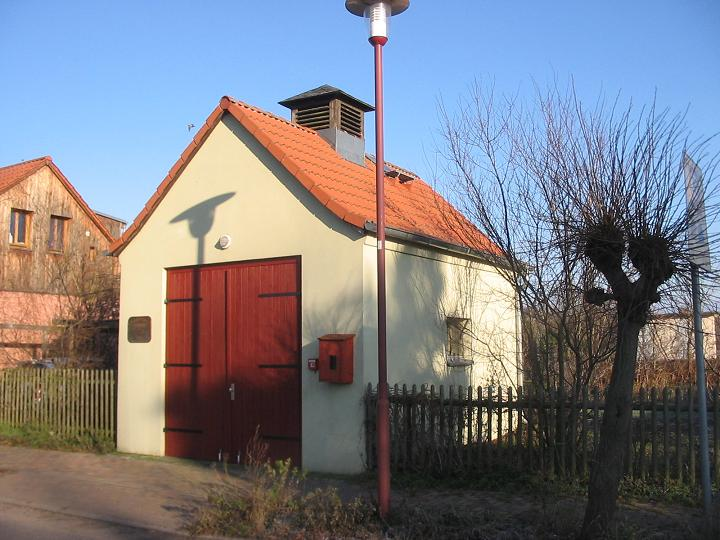
Gebäude der Freiwilligen Feuerwehr

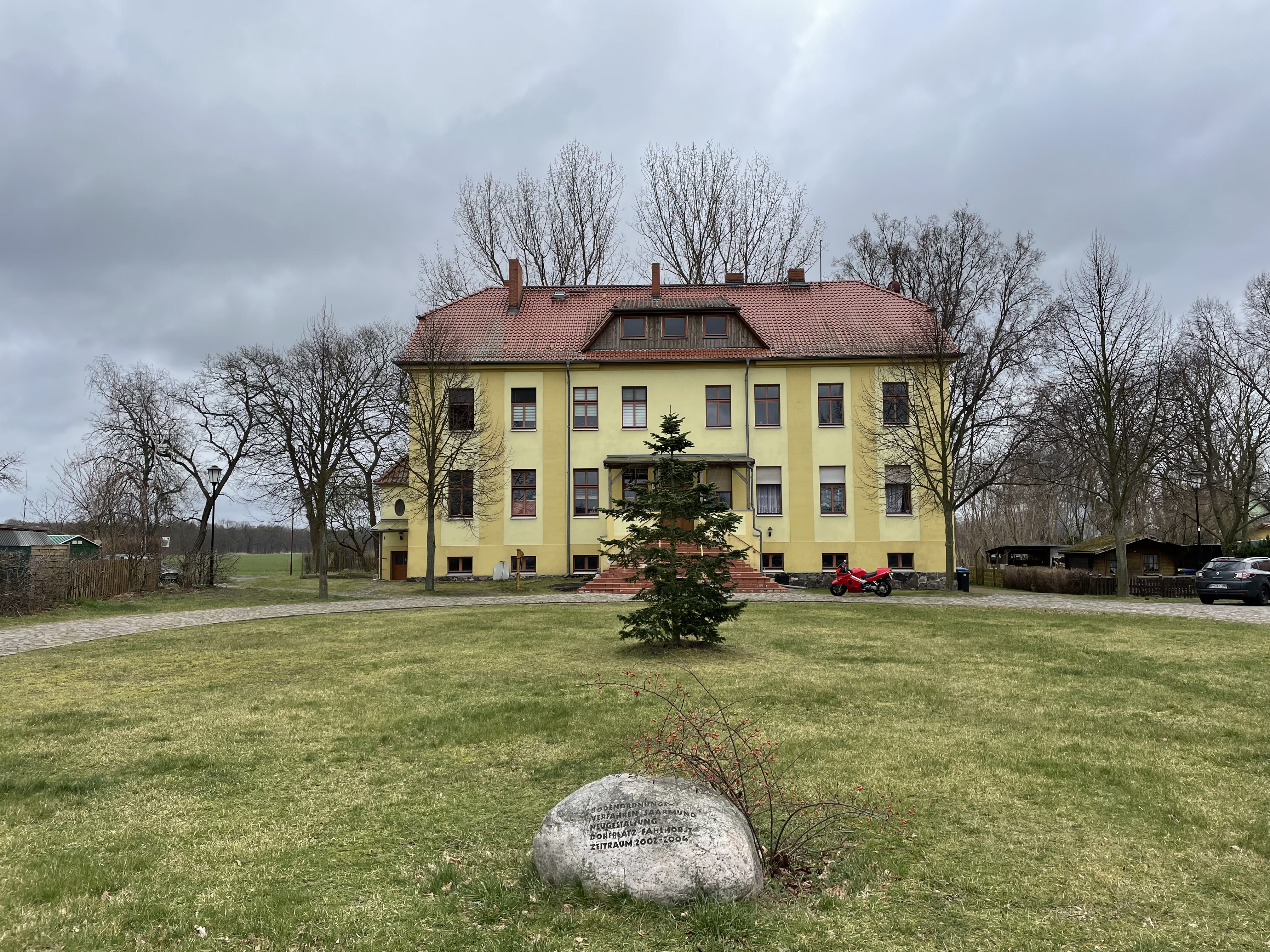
Ehemaliges Gutshaus mit Resten des Gutsparks

Zur Jahrhundertwende standen im 14 Hektar (ha) großen Dorf 14 Häuser, im 448 ha großen Gut waren es sechs. Der Gutsbezirk wurde 1928 mit der Gemeinde Fahlhorst vereinigt. Dabei entstanden drei Exklaven, die an die Gemeinde Nudow gingen: 7,7 ha wesentlich des Forsthauses Ahrensdorf, 5,4 ha nördlich von Saarmund von 1,9 Hektar westlich des Stöckerhauses. In der Landgemeinde standen im Jahr 1931 insgesamt 30 Wohnhäuser auf 465 ha. Im Jahr 1939 gab es einen land- und forstwirtschaftlichen Betrieb mit über 100 ha, sieben zwischen 10 und 20 ha, drei zwischen 5 und 10 ha sowie einer zwischen 0,5 und 5 ha.
Nach dem Zweiten Weltkrieg wurde das Gutsland im Zuge der Bodenreform aufgeteilt. Insgesamt 161 ha wurden enteignet und neu aufgeteilt. Infolgedessen entstand hier ab 1952 eine LPG Typ I, die 1960 in eine LPG Typ III umgewandelt wurde. Sie hatte 1952 sechs Mitglieder und 41 ha Fläche und wuchs auf 30 Mitglieder und 197 ha Fläche im Jahr 1960 an. Weiterhin gab es eine LPG Typ I mit 21 Mitgliedern und 94 ha Fläche, die 1968 an die LPG Typ III angeschlossen wurde. Im Jahr 1970 kam die LPG Typ III an die LPG Saarmund. Die LPG wurde nach der Wende aufgelöst wurde. Mit Wirkung zum 26. Oktober 2003 vereinigte sich Fahlhorst mit vier anderen Orten zur Gemeinde Nuthetal. Zu Beginn des 21. Jahrhunderts konnte die Ortsmittel umfangreich saniert werden. Nach Umgestaltung unter Verwendung von EU-Fördergeldern, wurde im Dezember ein Park mit einem halbrunden, gepflasterten Festplatz als das neue Zentrum des Dorfes eingeweiht. Die neu angelegten Wege geben den Blick auf das sanierte Gutshaus frei.

## Bevölkerungsentwicklung
| Jahr      | 1734 | 1772 | 1801 | 1817 | 1840 | 1858               | 1895 | 1925 | 1939 | 1946 | 1964 | 1971 |
| Einwohner | 22   | 63   | 62   | 60   | 114  | Dorf 64 und Gut 45 | 140  | 96   | 131  | 155  | 119  | 135  |

## Politik
Ortsvorsteher
Gewählter Ortsvorsteher der Kommunalwahl vom 26. Mai 2019 ist Stefan Kohlisch – Aktiv in Vereinen (AiV).
Ortsbeirat
Der Ortsbeirat setzt sich aus 3 Abgeordneten zusammen.
| Partei/Gruppierung                    | Sitz/e |
| ------------------------------------- | ------ |
| AiV                                   | 3      |
|                                       |        |
| Gesamt                                | 3      |
| (Stand: Kommunalwahl am 26. Mai 2019) |        |

## Kultur und Sehenswürdigkeiten

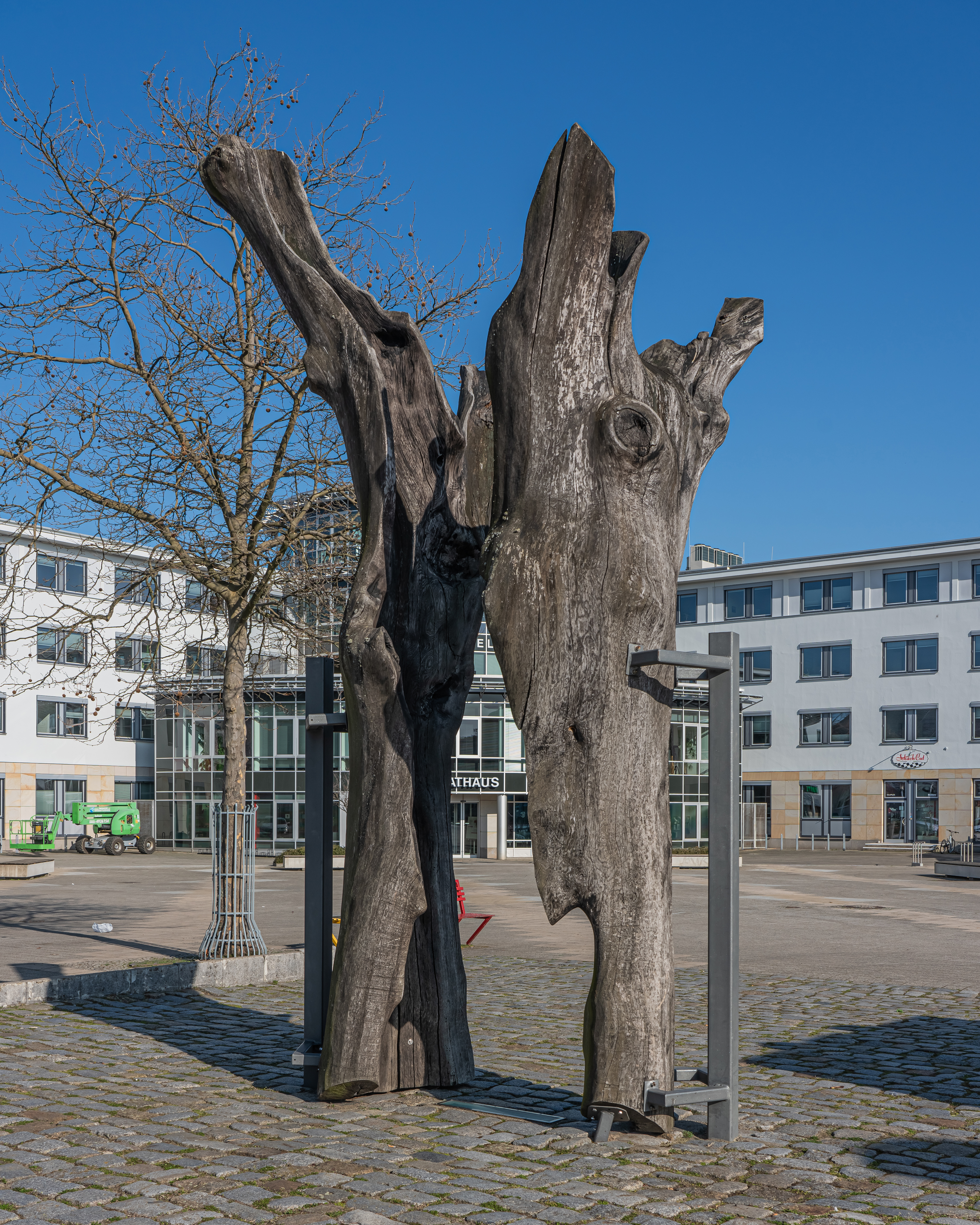
Skulptur der Stundeneiche in Ludwigsfelde

- Dorfkirche Fahlhorst mit einer mittelalterlichen Glocke von 1602 und einer Stiftungstafel von 1604. Neben der Kirche nistet zwei Paare Störche, deren jährliches Erscheinen der lokalen Presse Meldungen wert sind und die immer wieder einige Touristen anziehen.
- Bis 2004 stand ein als Stundeneiche bekannter Eichenbaum auf dem Autobahnmittelstreifen zwischen der Brücke Fahlhorst und Nuthebrücke. Dieser war als Autobahn-Eiche ein eingetragenes Naturdenkmal. Von den Nationalsozialisten war dieser Baumriese aus einer „speziellen Zuneigung zum deutschesten aller Bäume“ heraus stehen gelassen worden. 2004 musste dieser Baum gefällt werden. An ihn erinnert heute eine Skulptur auf dem Ludwigsfelder Rathausplatz.
- Ehemaliges Gutshaus mit einem neu gestalteten Zentrum.